# وزغ بیل‌پای آمریکایی
وزغ بیل‌پای آمریکایی (نام علمی: Scaphiopodidae) نام یک تیره از زیرراسته میان‌غوکان است.